# François Blondel
Nicolas François Blondel (1618 – 1686) è stato un ingegnere e matematico francese.

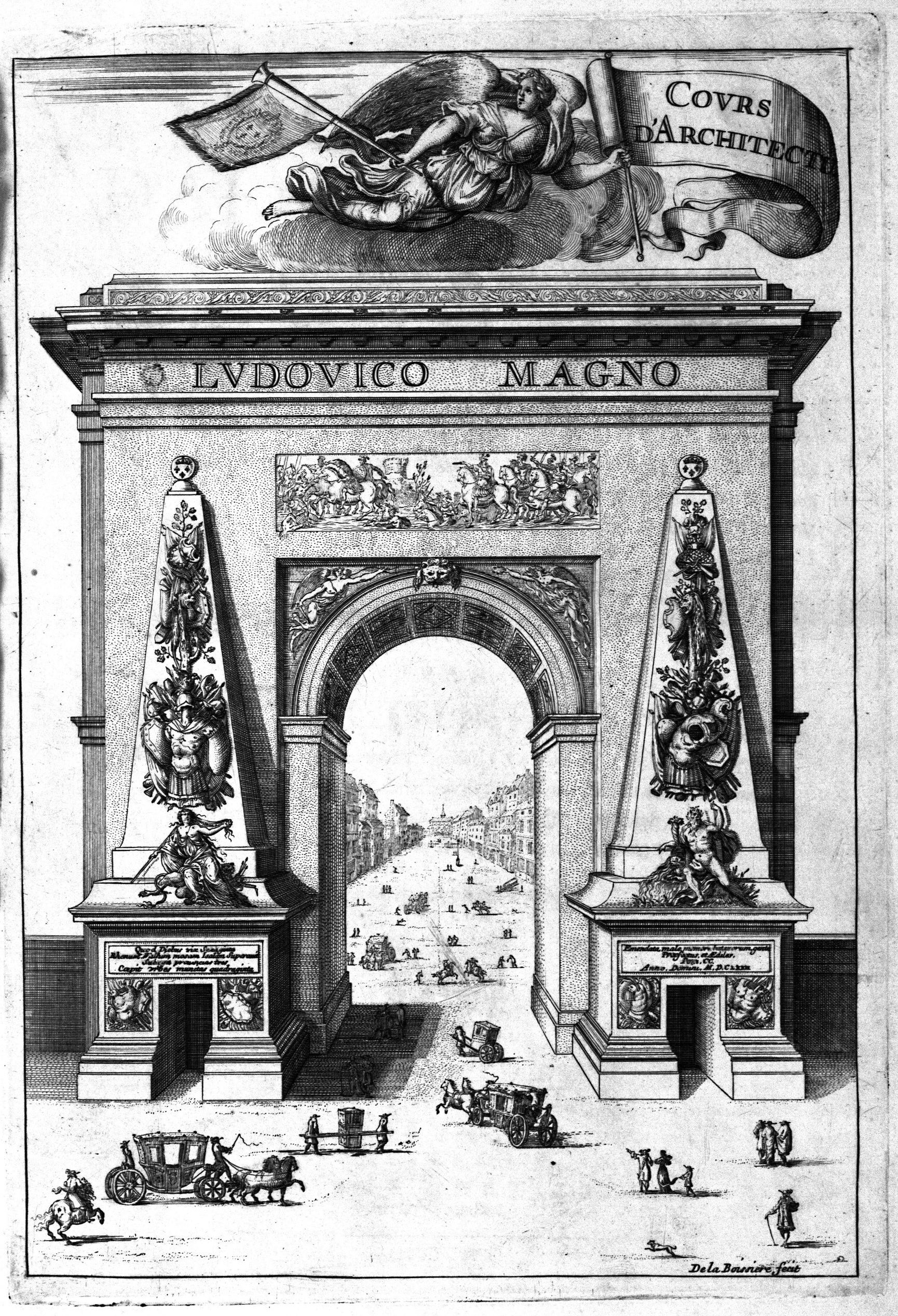
Frontespizio del Cours d'architecture di Blondel.

Non dev'essere confuso con l'architetto Jacques François Blondel (1705-1774), nipote dell'architetto Jean-François Blondel (1683-1756); in effetti Nicolas-François Blondel e Jacques François Blondel ebbero una carriera molto simile: entrambi furono professori presso l'Accademia reale di architettura ed autori di un corso di architettura. In ogni caso, tra i due non intercorreva alcun rapporto di parentela.
Nicolas-François Blondel è passato ai posteri grazie al suo Cours d'architecture, nel quale sviluppò per la prima volta il calcolo delle scale enunciando la celebre formula 2A + P (dove A stà per Alzata e P per Pedata) che tuttora si utilizza per progettare una scala.

## Biografia

### Carriera militare
Dopo aver imparato le lingue spagnola, italiana, portoghese e tedesca e la matematica, partecipò alla guerra dei trent'anni: Durante questo periodo Richelieu gli affidò missioni in Portogallo, Spagna e Italia. Approfittò di queste esperienze per studiare le fortificazioni. Gli venne poi dato il grado di guardiamarina sulla galea La Cardinale. Nel 1641 comandò l'attacco del frangiflutti di Tarragona, esercitando nel contempo la funzione di governatore di Palamos. Nel 1647 comandò l'artiglieria della spedizione navale francese che doveva operare al largo di Napoli contro gli spagnoli. Il 26 novembre 1652 ricevette il brevetto di maresciallo di campo e mise fine alla propria carriera militare.

### Carriera diplomatica e civile
Divenne precettore del figlio del Segretario di Stato Loménie de Brienne e insieme a lui viaggiò attraverso tutta l'Europa, mescolando all'attività didattica quella di diplomatico e, certamente, anche quella di spia.
I suoi viaggi gli servirono per alcuni esempi forniti nel suo Cours d'Architectur. Compì anche un viaggio con il figlio del ministro Colbert.
Nel 1656 fu nominato lettore di matematica presso il Collège Royal, ove le sue numerose assenze fu spesso sostituito dall'astronomo Picard. Dal 1662 al 1668 fu sindaco del collegio.
Dal 1657 al 1663, Mazzarino lo inviò in missione diplomatica, che lo fece viaggiare in Egitto, Grecia, Turchia, Germania, Polonia, Russia, Prussia, Livonia e Lituania. Incontrò durante questi viaggi Paul Wurz, incontro che diede origine alla sua prima pubblicazione, F.B. (Blondelle) Epistola ad P.W. (Paulum Wurzium), in qua famosa Galilei propositio discutitur, circa naturam lineæ qua trabes resistentia et in qua lineam illam non quidem parabolicam, ut ipse Galilaeus arbitratus est, sed ellipticam esse demonstratur Parisiis, una discussione sulla resistenza e la flessione retta delle travi, nella quale egli prende posizione contro Galileo, che propendeva per una flessione parabolica (ad imitazione della caduta dei gravi) mentre Blondel propendeva per una ellittica (il che è sbagliato). La questione venne ripresa nel 1673 nella sua Résolution des quatre principaux problèmes d'Architecture
Nel 1659, in occasione del suo viaggio a Costantinopoli, progettò uno degli acquedotti di Sinān. Rientrato in Francia, dopo aver ricoperto la carica di ambasciatore in Danimarca fino al 1663, venne nominato Consigliere di Stato.

### Ingegnere del re per la marina e architetto
Nel 1664 Colbert lo nominò Ingegnere del Re per la Marina francese, il che gli valse la supervisione dei vari lavori di fortificazione in 
Normandia (Cherbourg, Le Havre), in Bretagna e alle Antille (Martinica, Guadalupa, Saint-Domingue). Numerose memorie presentate all'Accademia delle Scienze sono originate da osservazioni fatte nel corso del periplo delle Antille.
Nel 1669 Blondel fece il suo ingresso all'Accademia delle Scienze come geometra-tipografo.
Nello stesso anno egli fu incaricato dell'abbellimento di Parigi, che sostanzialmente consisteva nella ricostruzione di Porta di Saint Denis e di Porta Saint-Bernard e al rilevamento della pianta della città, compiti cui egli assolse con l'aiuto dell'architetto Pierre Bullet.
Il 31 dicembre 1671 fu nominato direttore e professore dell'Accademia reale d'architettura da Luigi XIV.

## Gli ultimi anni
Nel 1673 Blondel fu professore di matematica del Gran Delfino, un allievo di mediocre talento, a credere alle voci, che tuttavia utilizzò i servizi dell'astronomo Romer per l'astronomia e per la fisica, l'incisore Israël Silvestre per il disegno e di Couplet per la livellazione geometrica e le fortificazioni. Il Cours de Mathématiques fu pubblicato nel 1683.
Dal 1670 alla morte, avvenuta nel 1686, Blondel non si occupò più che di questioni di studio e d'insegnamento, a parte il progetto dell'Arsenale di Berlino. Egli collaborò al Dizionario di Antoine Furetière per le parti che lo riguardavano (cf. anche Adrien Auzout, per le matematiche e Giovanni Alfonso Borelli, per l'astronomia).
Il suo panegirico all'Accademia delle Scienze non sarà pronunciato che negli anni 1780 da Condorcet, anche lui nativo di Ribemont.

## Opere
- (1664) Progetto del porto di Saintes come ingegnere della marina
- 1665 : Ponte e restauro dell'arco di trionfo di Saintes;
- 1666 : Progetto della città di Rochefort, del suo arsenale e della sua Corderia reale,
- Scuderie del castello di Chaumon-Laguiche (o Chaumont en Charollais) a Saint-Bonnet-de-Joux nel dipartimento di Saona e Loira ancora molto ornato
- Gli archi di trionfo delle porte Saint-Bernard e Saint-Antoine, a Parigi;
- 1672 : La Porta di Saint Denis, su decreto del 17 maggio 1671,
- Rivestimento della Porte Saint-Martin, costruita dal suo allievo Bullet à Parigi,
- Canale e cascate di Juvisy
- La decorazione del coro e della cappella della Vergine nella chiesa di San Lorenzo a Parigi;
- 1676 : Pubblica insieme a Pierre Bullet il Plan de Paris levé par les ordres du Roi et par les soins de messieurs les prévôts des marchands et échevins et par les sieurs Bullet, architecte du roi et de la ville, sous la conduite de monsieur Blondel, maréchal de camp aux armées du roi, directeur de l'académie royale d'architecture et maître de mathématiques de monseigneur le Dauphin, più noto come Plan de Bullet et Blondel. (Piano di Parigi redatto per ordine del Re e dall'attenzione dei signori prevosto dei mercanti e scabini e dai signori Bullet, architetto del re e della città, sotto la guida del signor Blondel, maresciallo di campo delle armate del re, direttore dell'Accademia reale di architettura e maestro di matematica del signor Delfino)
- 1685 : Progetto dell'Arsenale di Berlino